# سوتو (فرقه ذن)
سوتو، سوتو ذن (به ژاپنی: 曹洞宗 Sōtō-shū) بزرگترین فرقه از فرقه‌های سه‌گانه ذن در بودیسم ژاپنی است. دو فرقه دیگر فرقه رینزای و اوباکو نام دارند.